# Sammy Drechsel
Sammy Drechsel (Berlijn, 25 april 1925 – München, 19 januari 1986) was een Duitse journalist, regisseur en sportreporter.

## Biografie
Drechsel was als jongen al enthousiast over voetbal en speelde spits bij Berliner SV 92, waarmee hij het Berlijnse jeugdkampioenschap won. Na het afronden van een commerciële stage ging hij stage lopen bij sportverslaggever Rolf Wernicke. Tijdens de Tweede Wereldoorlog was hij actief als sportverslaggever voor verschillende radiostations, waaronder Radio Berlin. Na de oorlog ging hij naar het RIAS, waar hij tot 1950 tijd- en sensatierapporten schreef.
Van 1950 tot aan zijn dood was Drechsel sportverslaggever voor de Bayerischer Rundfunk (radio). Hij was altijd moderator van de sportafdeling in het maandelijkse kinderprogramma Sport-Spiel-Tension in de middag op de Beierse televisie. De ambitieuze amateurvoetballer richtte in 1956 ook de voetbalclub FC Schmiere op, waarvan hij voorzitter was en die meestal voor liefdadigheidsdoeleinden speelde met tal van beroemdheden. Drechsel zelf speelde 963 keer voor de club en scoorde 1.500 doelpunten. Hij was verslaggever bij tal van grote sportevenementen. Op het WK voetbal in 1966 gaf hij commentaar op de halve finales tussen Duitsland en de Sovjet-Unie voor ARD, die het Duitse nationale team met 2-1 won.
In 1956 richtten Drechsel en Dieter Hildebrandt de Münchner Lach- und Schießgesellschaft op, waarvan hij directeur en regisseur was. Drechsel werd beschouwd als een manusje van alles en regisseerde ook de studioregie voor Hildebrandts tv-formats Notes from the Province en Windshield Wipers. Hij werd ook bekend door zijn jeugdboek Elf Freunde müsst ihr sein, gepubliceerd in 1955, dat ook werd uitgegeven als luisterboek, ingesproken door zijn metgezel Hildebrandt.
Drechsel had nog een laatste korte verschijning op televisie in de serie Kir Royal (1986) van Helmut Dietl. De opnamen zijn gemaakt kort voordat hij stierf aan complicaties door kanker. Hij was sinds 1962 getrouwd met Irene Koss. Het graf van het echtpaar bevindt zich op de noordelijke begraafplaats in München (muurgraf nr. 244 aan de rechterkant).

## Regiewerkzaamheden
- 1954: Die Welt spielt Fußball (Fußball-Weltmeisterschaft 1954 – Bundesrepublik Deutschland)
- 1957: Denn sie müssen nicht was sie tun
- 1958: Bette sich wer kann
- 1958: Im gleichen Schrott und Trott
- 1958: Fußballweltmeisterschaftsfilm 1958
- 1958: Eine kleine Machtmusik
- 1959: Warten auf Niveau
- 1959: Der Widerspenstigen Lähmung
- 1960: Tour de Trance
- 1961: Wähl den, der lügt
- 1962: Überleben Sie mal
- 1963: Halt die Presse
- 1964: Krisen-Slalom
- 1966: Zwei Girls vom Roten Stern
- 1970: Mit Pauken und Plaketten
- 1970: Glücksspirale
- 1973–79: Notizen aus der Provinz
- 1980–82: Scheibenwischer

## Filmoptredens
- 1950: Der Theodor im Fußballtor
- 1950: Sensation im Savoy
- 1956: Kitty und die große Welt
- 1957: Vater, unser bestes Stück
- 1957: Schön ist die Welt
- 1960: Das schwarze Schaf (spreekrol)
- 1963: Freundschaftsspiel – tv-film
- 1968: Die Ente klingelt um ½ 8
- 1968: Bengelchen liebt kreuz und quer
- 1970: Meine Frau erfährt kein Wort (spreekrol) – tv-spel
- 1971: Glückspilze – tv-film
- 1971: Die Meerschweinchenrevue – tv-film
- 1974: Tatort, aflevering: Tatort: 3:0 für Veigl – tv-serie
- 1977: Der Alte, aflevering: Die Dienstreise – tv-serie
- 1982: Fast wia im richtigen Leben – tv-serie
- 1985: Kir Royal